# Borgosatollo
Borgosatollo is een gemeente in de Italiaanse provincie Brescia (regio Lombardije) en telt 8282 inwoners (31-12-2004). De oppervlakte bedraagt 8,4 km², de bevolkingsdichtheid is 996 inwoners per km².
De volgende frazioni maken deel uit van de gemeente: Piffione, Gerole, Venezia.

## Demografie
Borgosatollo telt ongeveer 3155 huishoudens. Het aantal inwoners steeg in de periode 1991-2001 met 9,4% volgens cijfers uit de tienjaarlijkse volkstellingen van ISTAT.
| Jaar | Inwoneraantal |
| ---- | ------------- |
| 1991 | 7289          |
| 2001 | 7972          |

## Geografie
De gemeente ligt op ongeveer 112 m boven zeeniveau.
Borgosatollo grenst aan de volgende gemeenten: Brescia, Castenedolo, Ghedi, Montirone, Poncarale, San Zeno Naviglio.